# 中央咖啡馆

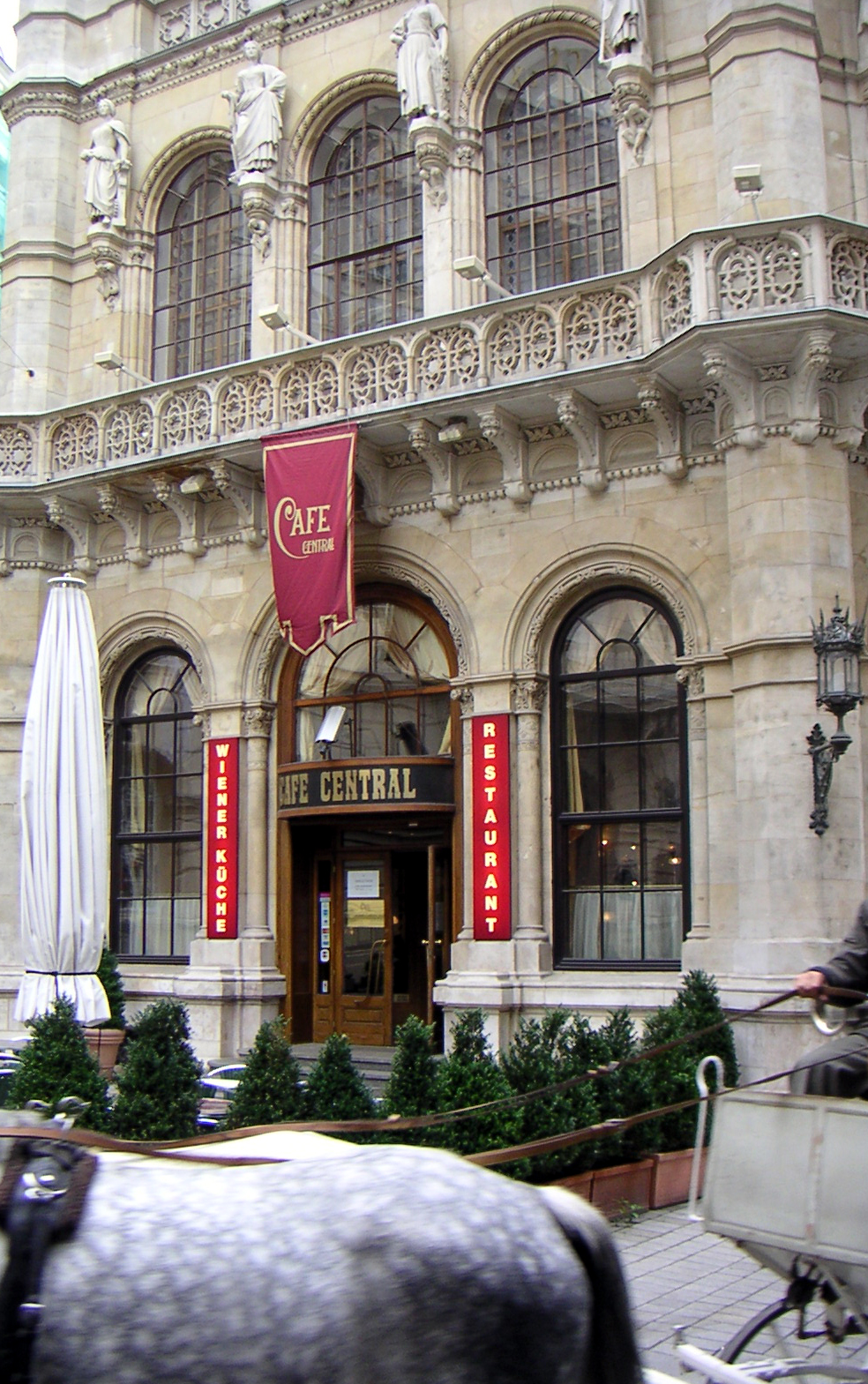
大门

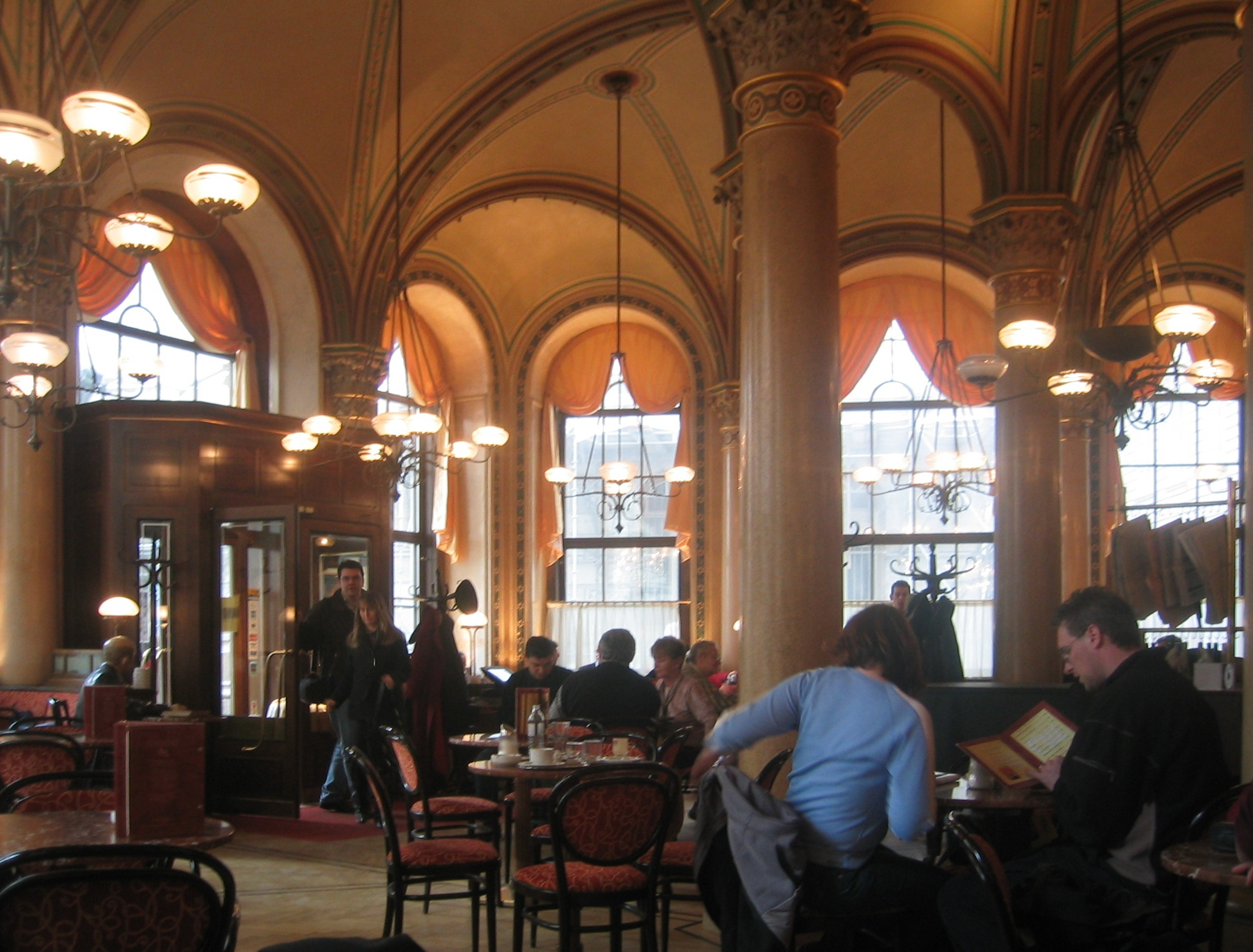
室内

中央咖啡馆（Café Central）是维也纳的一座咖啡馆，位于内城区的Herrengasse 14号，过去的银行和证券市场大楼（Bank- und Börsengebäude），今天以其建筑师费尔斯特（Heinrich von Ferstel）命名为费尔斯特宫（Palais Ferstel）。

## 历史
这座咖啡馆开业于1876年，在19世纪后期成为维也纳知识阶层重要的聚会地点，常客中有西奥多·赫茨尔、弗拉基米尔·伊里奇·列宁、阿道夫·路斯、和列夫·托洛茨基。在1938年之前这座咖啡馆由于有许多下象棋者，被称为“象棋学校”（Die Schachhochschule）。

有一个广为人知的故事，说奥地利政治家维克多·阿德勒，询问俄国发生革命的可能性，讽刺的评论：“谁会去发动革命？或许是中央咖啡馆的托洛茨基？”
这座咖啡馆在二战末期停业。1975年，费尔斯特宫翻修，中央咖啡馆重新开业，但是在这座建筑的不同部分。
奧地利作家彼得·艾騰貝格因為常去這間咖啡館，甚至將他的收信地址寫在這間咖啡館，於是出現了「倘若 Altenberg 不在咖啡館，那他就是在往咖啡館的路上」這句名言，艾騰貝格過世後咖啡館替他做了雕像，至今仍在店內。

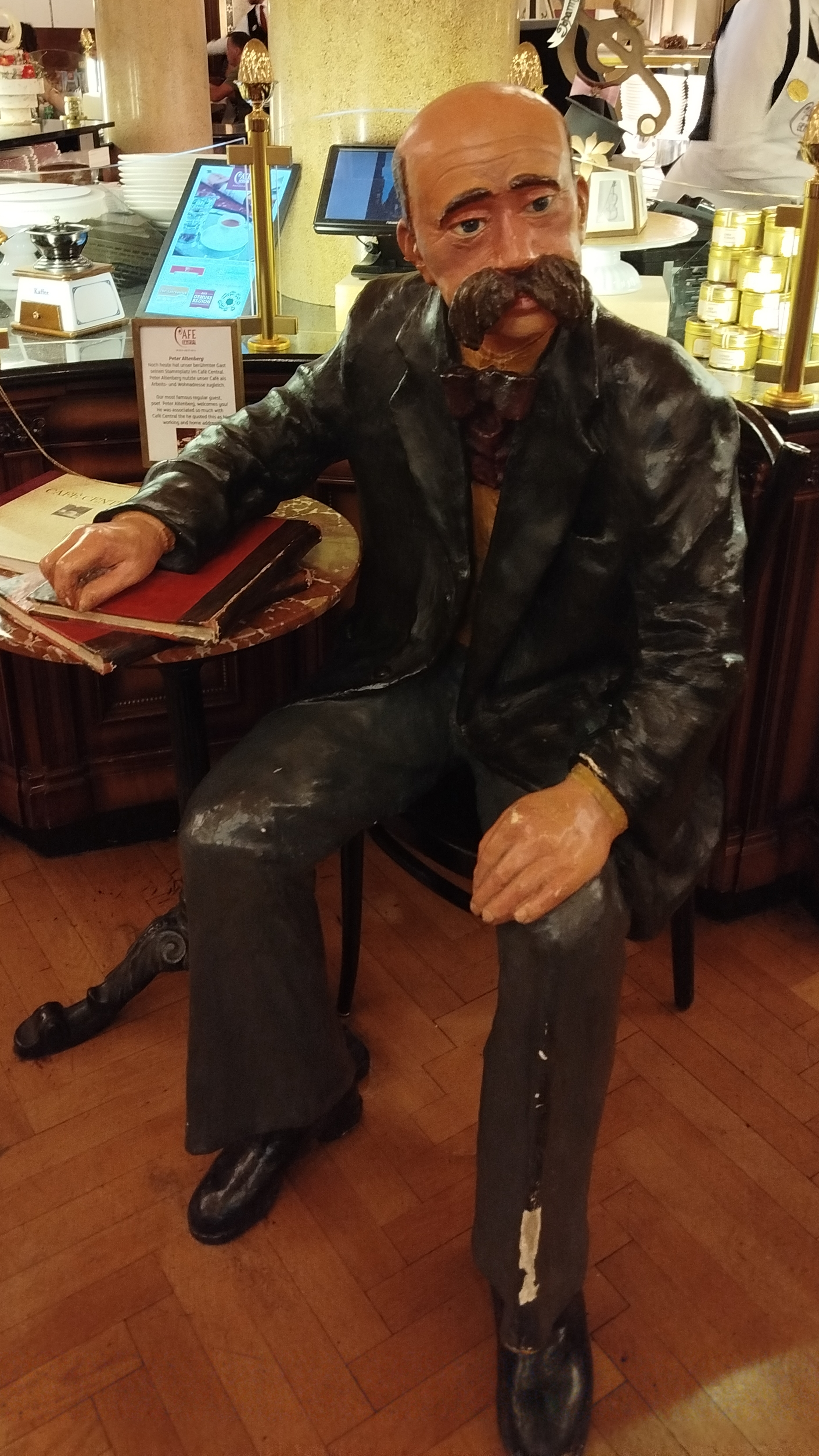
Altenberg雕像